# Jeanne Gavy-Bélédin
Jeanne Gavy-Bélédin, née Jeanne Marie Salières le 11 février 1885 à Troyes et morte le 7 juillet 1988 à Nantes, est une journaliste et critique musicale française. Elle publie sous le nom de Seltifer.

## Biographie
Fille de Jean-Baptiste Salières, professeur de mathématiques au lycée de Pontivy, puis professeur honoraire d'Université, et de Marie-Antoinette Le Priol, nièce du fondateur du journal Populaire, Jeanne Gavy-Bélédin dès son plus jeune âge s'intéresse à la musique, à la peinture et à la littérature. Elle passe son enfance à Pontivy avec ses trois sœurs et un frère (l'une de ses sœurs épousera Jean Émile Laboureur et une autre Pol Abraham). Elle obtient un brevet de capacité pour l'enseignement primaire à l’âge de quinze ans, puis un an plus tard, elle décide de travailler en tant que secrétaire et dactylo à Nantes pour son oncle auprès du journal Populaire,.
Au journal Populaire, elle rencontre le critique musical Étienne Destranges qui devient son mari en 1909. Au cours des années 1910, Étienne Destranges fait connaître la musique de Richard Wagner aux Nantais, Jeanne Gavy-Bélédin publie ses premiers essais journalistiques dans le journal L'Ouest Artiste.
Après la mort soudaine d'Étienne Destranges en 1915, elle le remplace au journal Le Phare dont elle est la seule femme de la rédaction.
Elle déclare[Quand ?] : « Au début du siècle, les jeunes femmes de mon milieu ne travaillaient pas. Moi, j’avais envie d’exprimer ce que je ressentais ».

## Journaliste et critique d'art
Jeanne Gavy-Bélédin devient une critique littéraire, musicale et de théâtre. Journaliste de plus en plus confirmée, elle publie sous le pseudonyme de Seltifer.
En 1919, sa sœur Suzanne épouse Jean Émile Laboureur. En 1920, elle épouse Albert Gavy-Bélédin, rédacteur en chef du journal La Gerbe. Les deux critiques musicaux vont œuvrer à faire découvrir l’œuvre de Richard Wagner et à la faire jouer au théâtre Graslin.
Pendant de longues années, elle est seule femme de la rédaction du Phare de la Loire. Autrice de nombreux articles, elle écrit notamment pour Le Phare de la Loire, La Résistance de l'Ouest, Le Ménestrel, Le Populaire, l'Éclair et La Gerbe.
Jeanne Gavy-Bélédin prend sa retaite en 1957. Elle meurt à 103 ans, doyenne des nantais.

## Publications
- Quelques documents sur la jeunesse d'Hugues Rebell, Paris, Mercure de France, 1er juin 1930